# Solway (Minnesota)
Solway – miasto w Stanach Zjednoczonych, w stanie Minnesota, w hrabstwie Beltrami.